# Muck

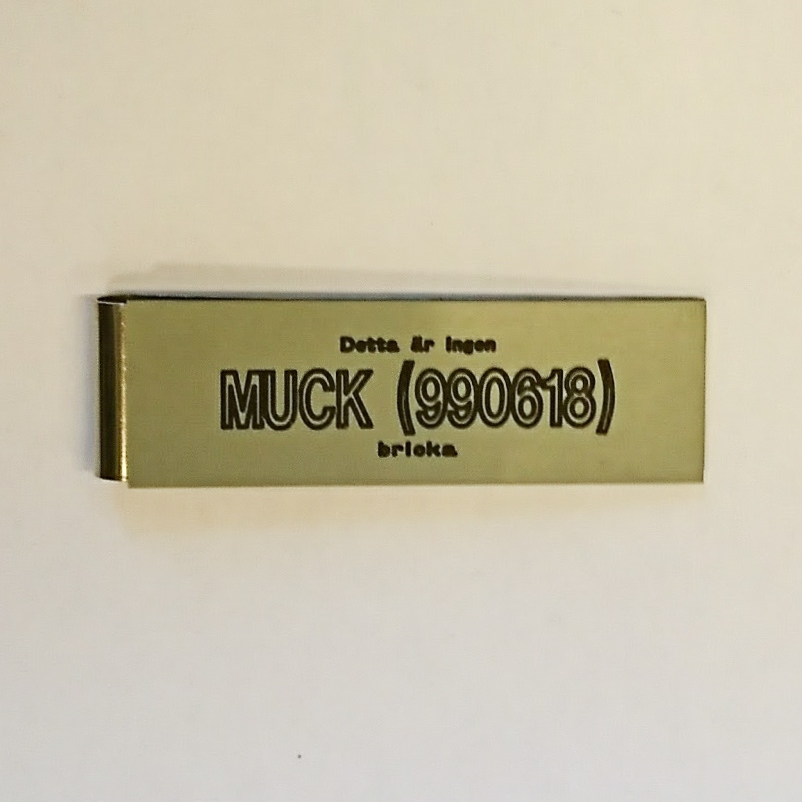
Muckarnamnskylt tillverkad inför utryckningen från värnpliktsutbildningen 1998/1999 vid Värmlandsbrigaden (IB 2) i Kristinehamn.

Muck (av romanis mukk, ”fri”, av prakrits mukka, ”frisläppt”; besläktat med sanskrits moksha) är det tillfälle när man blir fri från obligatorisk tjänst eller internering (fängelse, militärtjänst eller liknande).
Inom värnpliktssystemet i Sverige har backronymen militär utryckning (i) civila kläder skapats ur den försvenskade stavningen.